# NGC 3388
NGC 3388 (NGC 3425) é uma galáxia lenticular (S0) localizada na direcção da constelação de Leo. Possui uma declinação de +08° 34' 03" e uma ascensão recta de 10 horas, 51 minutos e 25,5 segundos.
A galáxia NGC 3388 foi descoberta em 17 de Abril de 1784 por William Herschel.